# Église Saint-Vivien d'Écoyeux
L'église Saint-Vivien est une église de style roman saintongeais située à Écoyeux en Saintonge, dans le département français de la Charente-Maritime en région Nouvelle-Aquitaine.

## Historique
L'église Saint-Vivien fut construite en style roman au XIIe siècle et fortifiée au XVe siècle.

## Protection
L'église Saint-Vivien fait l'objet d'un classement au titre des monuments historiques depuis le 21 janvier 1907.

## Galerie de photos

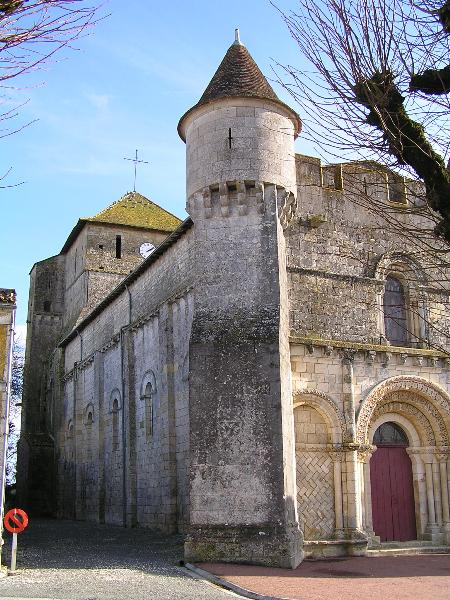
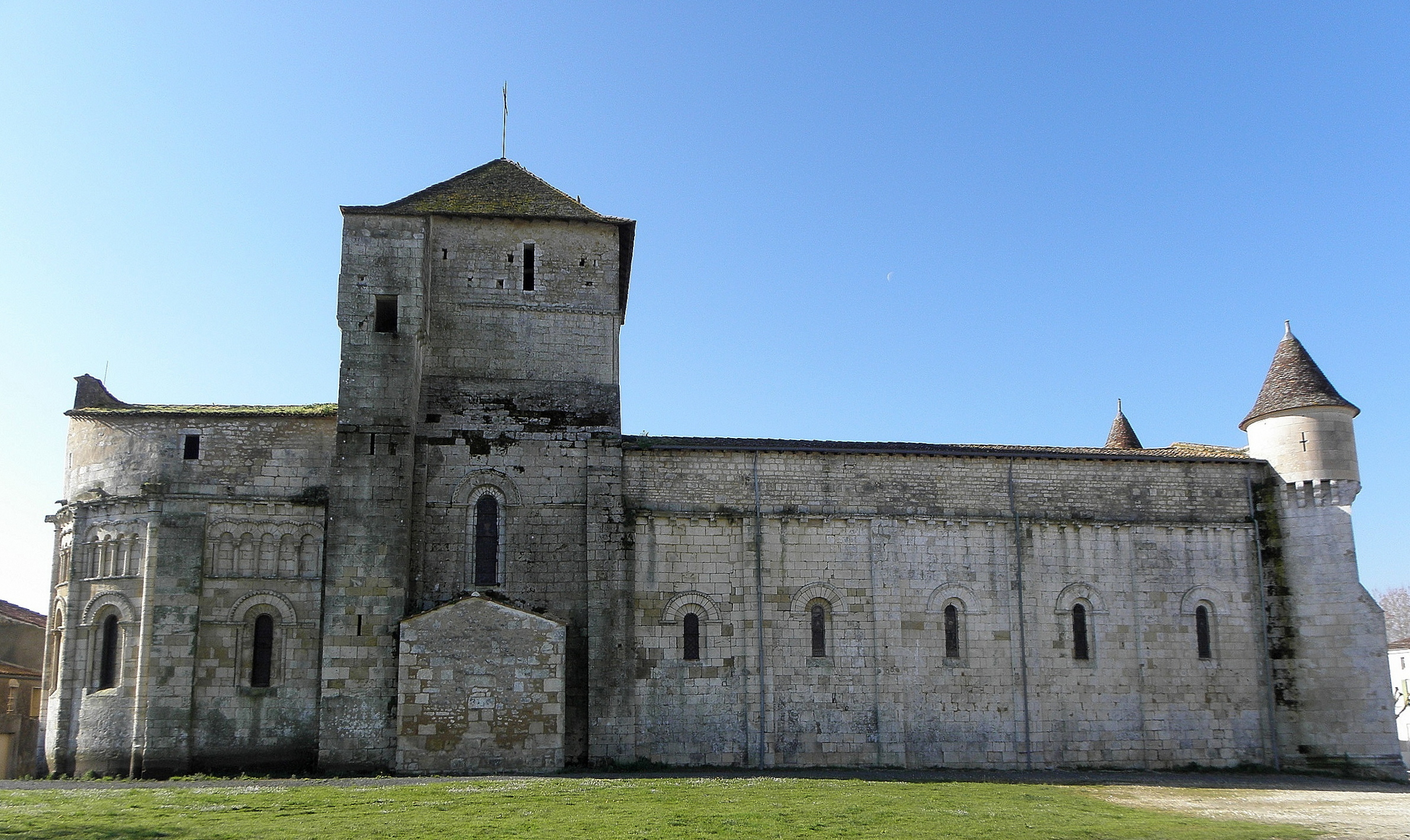
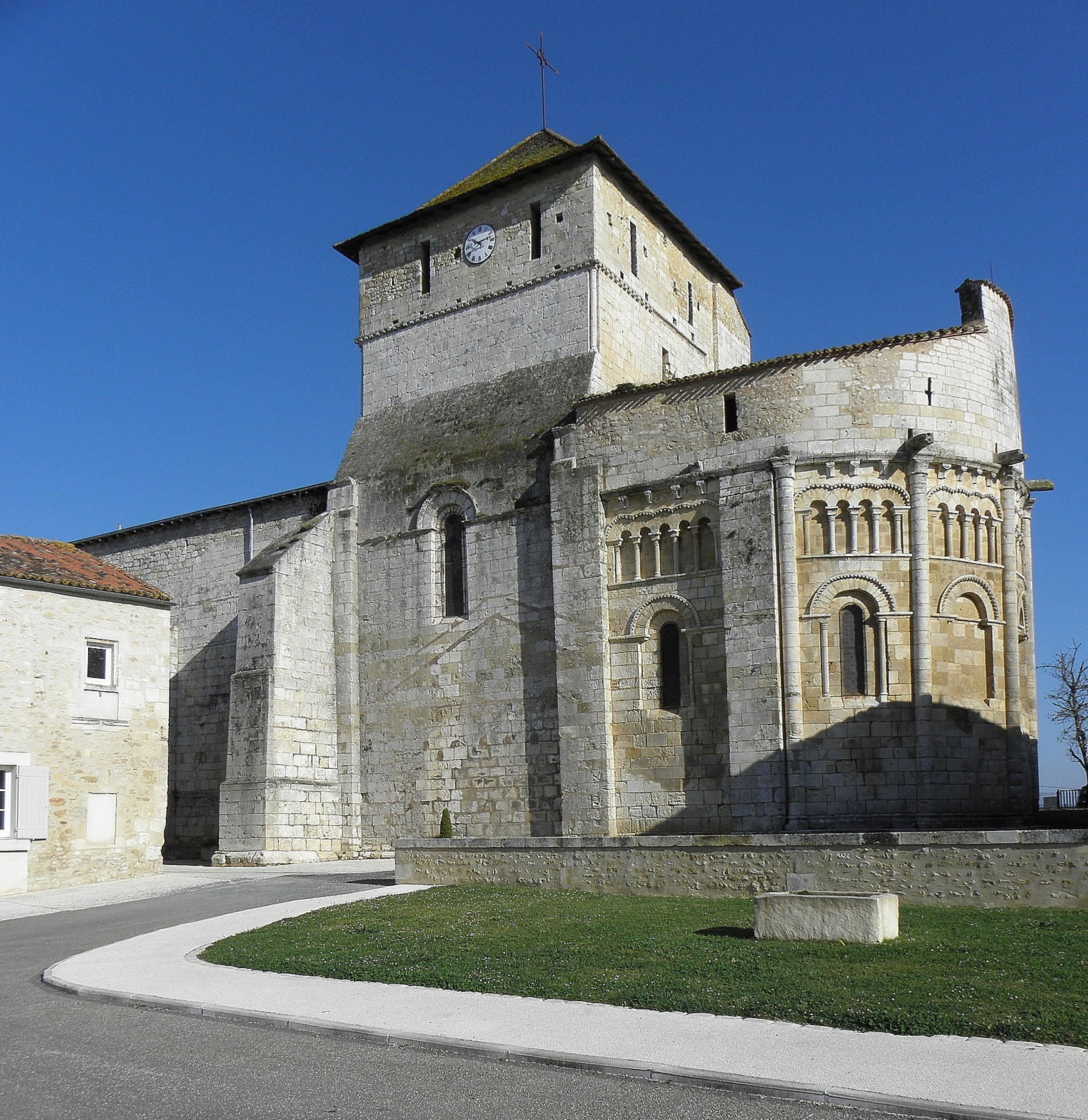
Le chevet.
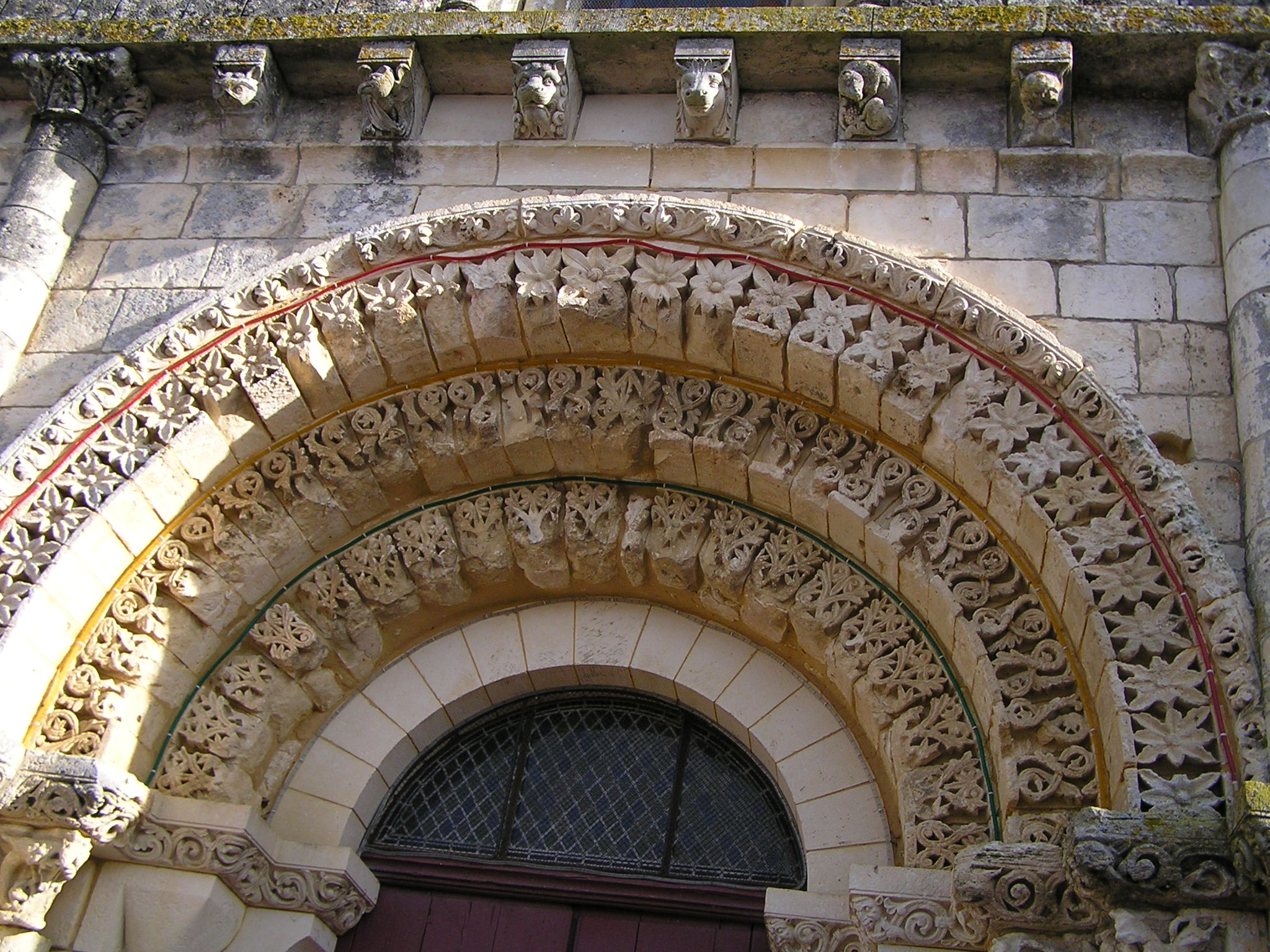
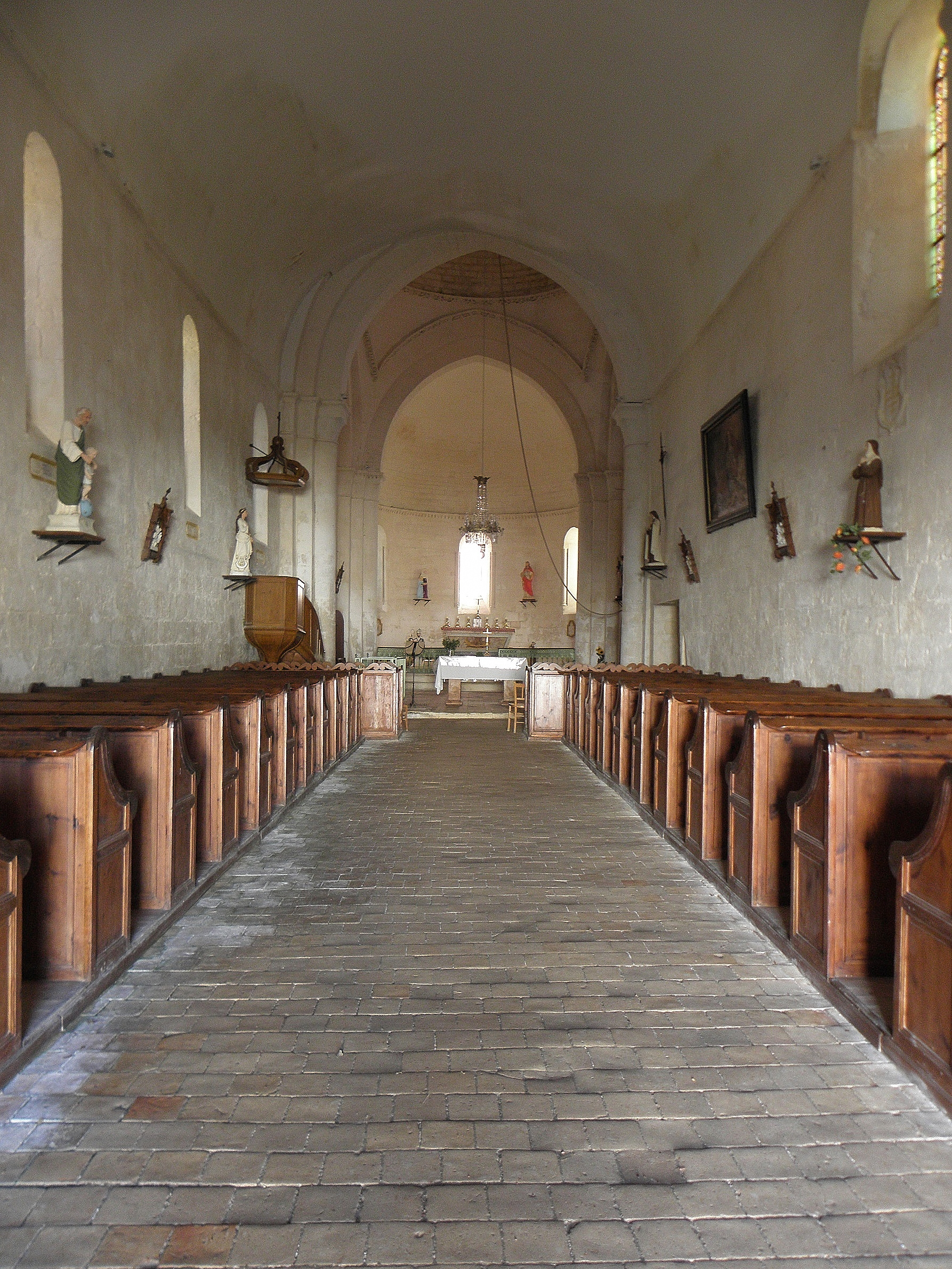
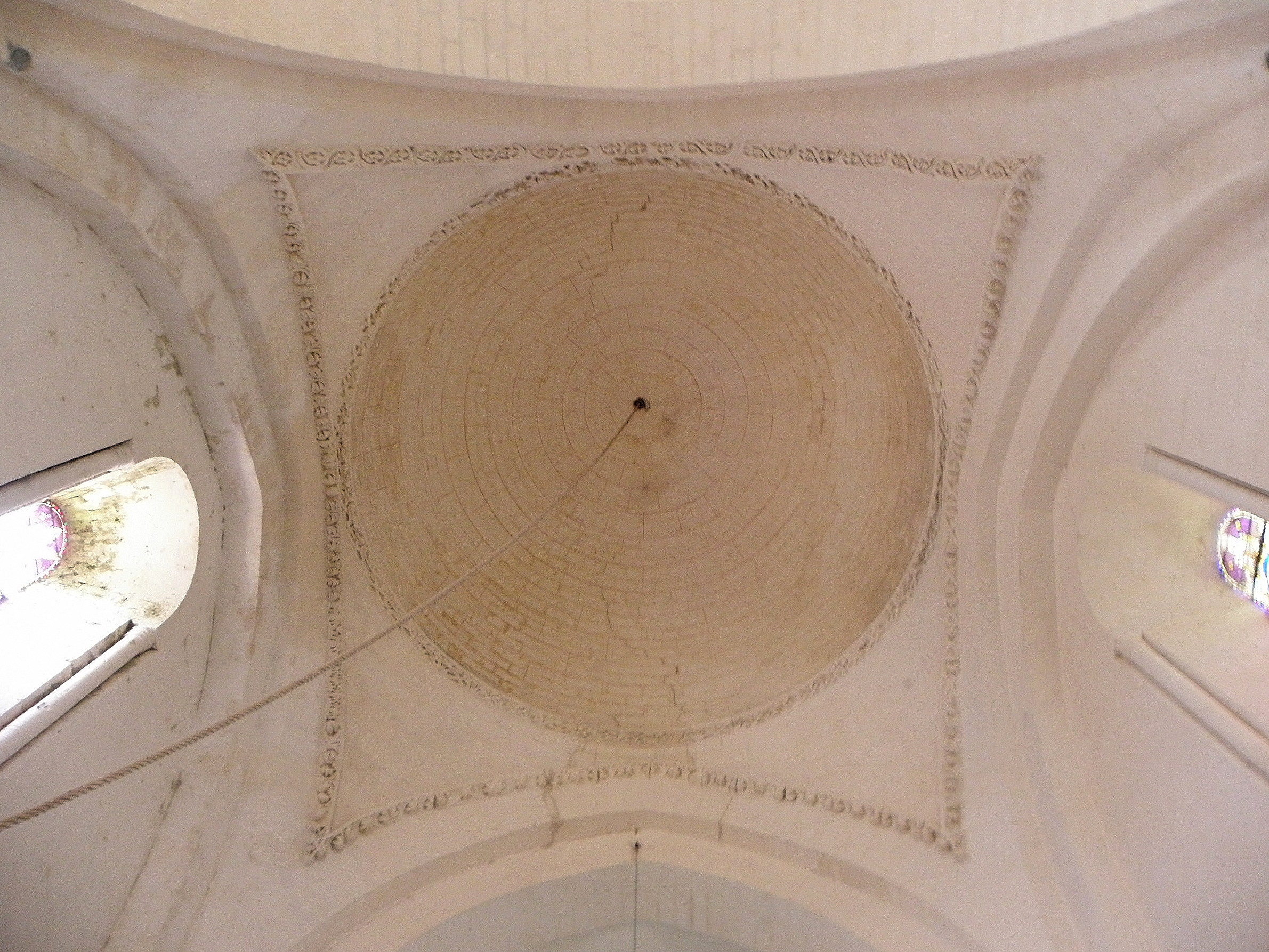